# Konstancin-Jeziorna (gmina)
Pour les articles homonymes, voir Konstancin-Jeziorna (homonymie).
Konstancin-Jeziorna est une commune urbaine-rurale (gmina miejsko-wiejska) ou mixte du powiat (district) de Piaseczno, dans la voïvodie de Mazovie, dans le centre-est de la Pologne.
Son siège administratif (chef-lieu) est la ville de Konstancin-Jeziorna qui se situe environ 8 kilomètres à l'est de Piaseczno (siège du district) et 17 kilomètres au sud-est de Varsovie (capitale de la Pologne).
La commune couvre une superficie de 78,28 km2 pour une population de 23 229 habitants en 2006 avec une population de 16 579 habitants pour la ville de Konstancin-Jeziorna et une population de la partie rurale de la commune de 6 650 habitants.

## Histoire
De 1975 à 1998, la commune est attachée administrativement à la voïvodie de Varsovie.

Depuis 1999, elle fait partie de la voïvodie de Mazovie.

## Géographie
Outre la ville de Konstancin-Jeziorna, la commune inclut les villages et localités de :

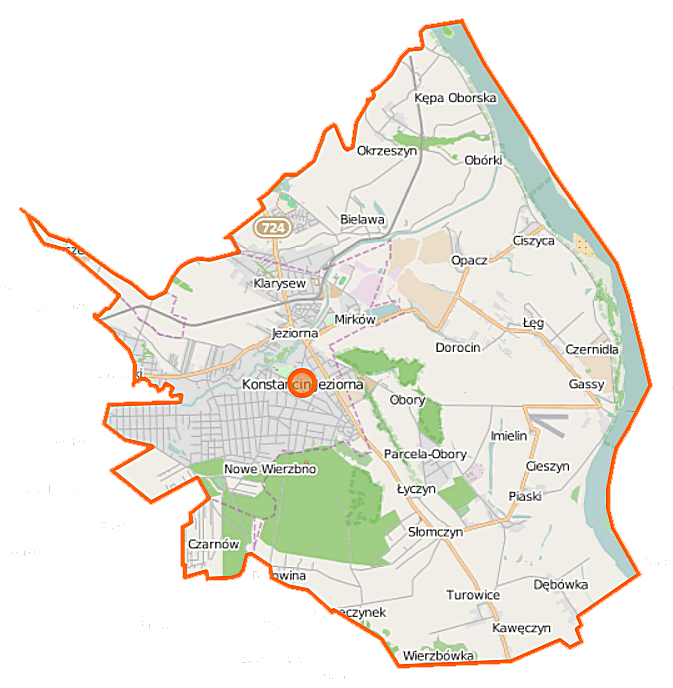
Plan de la gmina

- Bielawa
- Borowina
- Cieciszew
- Ciszyca
- Czarnów
- Czernidła
- Gassy
- Habdzin
- Kawęczyn
- Kawęczynek
- Kępa Okrzewska
- Kierszek
- Łęg
- Obórki
- Obory
- Okrzeszyn
- Opacz
- Parcela-Obory
- Piaski
- Słomczyn
- Turowice

### Communes voisines
La commune de Konstancin-Jeziorna est voisine :
- des villes de :
  - Varsovie
  - Józefów
  - Otwock
- et des communes suivantes :
  - Góra Kalwaria
  - Karczew
  - Piaseczno.

## Structure du terrain
D'après les données de 2002, la superficie de la commune de Konstancin-Jeziorna est de 78,28 km2, répartis comme tel :
- terres agricoles : 63 %
- forêts : 13 %

La commune représente 15,44 % de la superficie du district.

## Démographie
Données du 31 décembre 2009 :
| Description        | Total  | Total | Femmes | Femmes | Hommes | Hommes |
| ------------------ | ------ | ----- | ------ | ------ | ------ | ------ |
| Unité              | Nombre | %     | Nombre | %      | Nombre | %      |
| Population         | 23 805 | 100   | 12 558 | 52,6   | 11 247 | 47,4   |
| Densité (hab./km²) | 304,1  | 304,1 | 160,4  | 160,4  | 143,7  | 143,7  |